# Dukes Lipót
Dukes Lipót (Pozsony, 1810. január 17. – Bécs, 1891. augusztus 3.) hebraista.

## Élete
Teológiai tanulmányait a pozsonyi és würzburgi talmudiskolákban végezte. A középkori zsidó irodalom kiváló kutatója volt. Végigjárta Közép-Európa jelentékenyebb könyvtárait és mindenütt addig ismeretlen zsidó kéziratokat fedezett fel, amelyeknek szakszerű feldolgozásával és kommentálásával nagymértékben hozzájárult a középkori zsidó irodalom kincseinek nyilvánosságra hozatalához és nyelvtani meg irodalmi szempontból való alapos kiaknázásához. Sok kisebb tanulmánya jelent meg a zsidó szaklapokban, elsősorban az Orient-ben és a Lőw Lipót szerkesztette Ben Chananja-ban.

## Művei
Önálló munkái, amelyek nemcsak zsidó, hanem keresztény hebraista körökben is elismerésben részesültek, a következők: 
- Ehrensäulen und Denksteine zu einem künftigen Pantheon hebräischer Dichter (1837);
- Raschi über den Pentateuch in deutscher Übersetzung (1838);
- Moses ben Esra (1839);
- Rabbinische Blumenlese (1844);
- Die Sprache der Mischna (1846);
- Die ältesten hebraischen Exegeten, Grammatiker und Lexicographen (1844);
- Salomo ben Gabirol (1860);
- Philosophisches aus dem zehnten Jahrhundert (1868).